# イバルリ (小惑星)
イバルリ (2423 Ibarruri) は火星軌道に外接している小惑星である。ソビエトの天文学者リュドミーラ・ジュラヴリョーワがクリミア天体物理天文台で発見した。
スペイン内戦当時のスペイン共産党の女性指導者で、反フランコの象徴的存在であるドロレス・イバルリ (en:Dolores Ibárruri) から命名された。